# Christian Friedrich Andreas Rohns
Christian Friedrich Andreas Rohns (* 28. Januar 1787 in Lodersleben, Kurfürstentum Sachsen; † 25. Februar 1853 in Göttingen) war ein deutscher Steinhauer, Maurermeister und Bauunternehmer in Göttingen.

## Rezeption und Forschungsstand
Der ab 1812 bis 1853 in der Universitätsstadt Göttingen wirkende Rohns wurde in der älteren Literatur wegen stadtbildprägender Bauten „für die Stadt fast so hoch eingeschätzt wie Karl-Friedrich Schinkel in Berlin, Friedrich Weinbrenner in Karlsruhe oder Leo von Klenze in München“. Er galt also als genialer und erfolgreicher Architekt. Allerdings hatte Rohns keinerlei akademische Bildung genossen und es konnte sein entwerferischer Anteil für die Aula der Universität, die Sternwarte, die Anatomie, das Rohnssche Badehaus und andere repräsentative Bauten nie archivalisch nachgewiesen werden. Erst 2014 entdeckte der Bauhistoriker Jens Reiche, dass Rohns Zeit seines Lebens das blieb, als das er in Göttingen begann: ein „überaus mutiger Entreprenneur, der es verstand, sich mit gewagten Unternehmungen an die Spitze der lokalen Bauwirtschaft zu setzen“. „Seine Stärke lag darin, sich gleichsam ein Chamäleon den unterschiedlichen Entwürfen anzupassen.“ Diese Forschungsmeinung hat sich unterdessen etabliert: „Als Architekt ist er jedoch nicht zu bezeichnen: vielmehr ist er Inhaber eines großen Baugeschäftes.“

## Leben und Werk
Christian Friedrich Andreas Rohns entstammte einer Maurer- sowie Steinhauerfamilie; er war Sohn des Steinhauers und Maurermeisters Johann Carl Rohns und dessen Ehefrau Marie Christine Berger. Er erlernte zunächst den Beruf des Leinenwebers. Anschließend ergriff er jedoch den Beruf des Steinmetzhandwerks und bildete sich zielstrebig autodidaktisch weiter. Die ersten beruflichen Erfahrungen sammelte er in Halberstadt, wo er seinen ersten stillgelegten Sandsteinbruch erwarb.

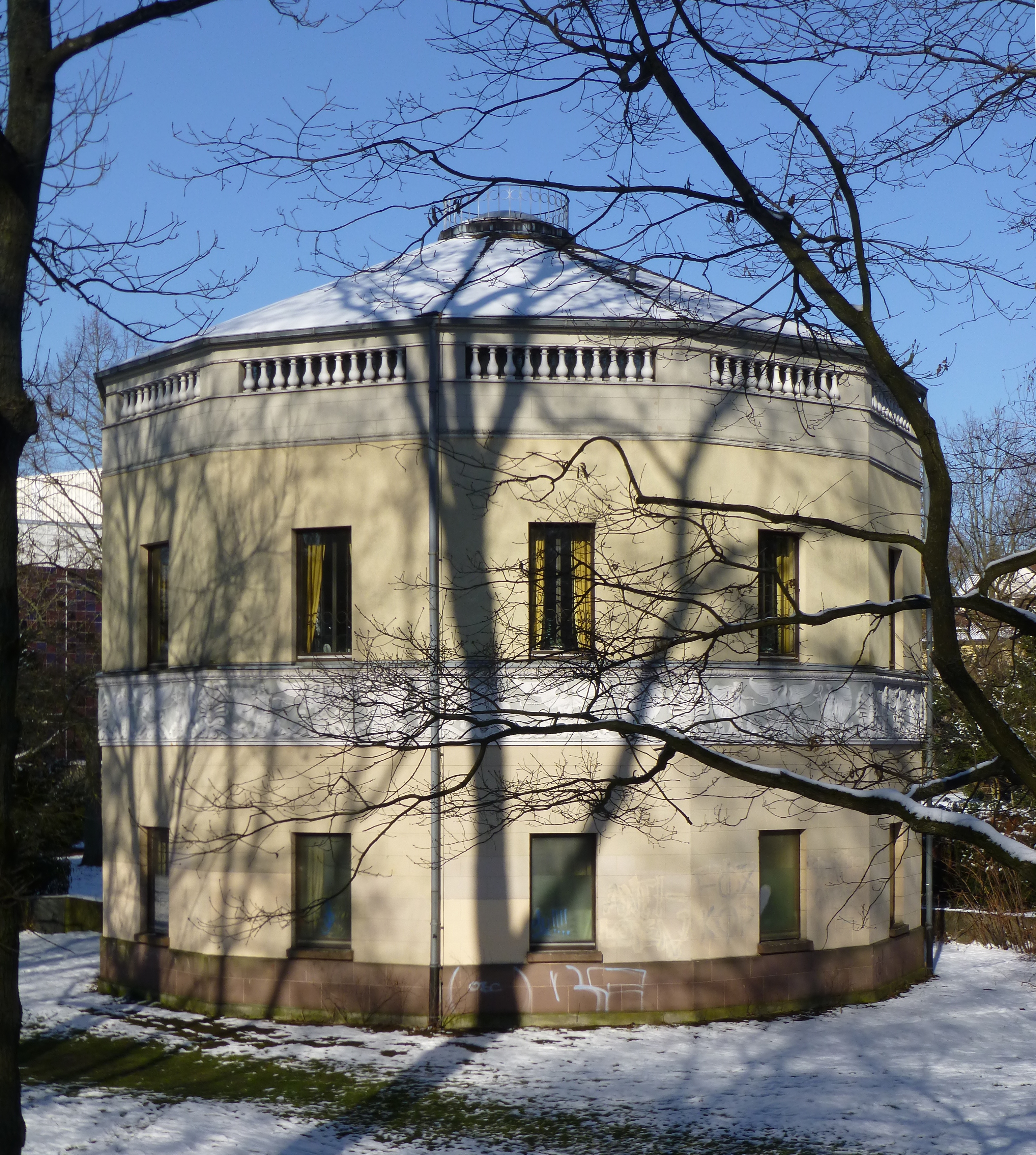
Rohnssches Badehaus, Albaniplatz 3, Nachbau von 1973 (Foto 2013)

Der Göttinger Universitätsbaumeister Oppermann zog ihn 1811 nach Göttingen. Als Geselle wirkte er an der Fertigstellung der Sternwarte mit. Der Bauunternehmer Johann Christian Linne beschäftigte ihn als Polier und übergab dem jungen Meister Rohns bald sein Unternehmen. Nach kurzer Zeit erwarb er Steinbrüche am Hainberg (1811) und in Groß Lengden (1814), den sein älterer Bruder Gottlieb als Maurermeister leitete. So etablierte sich Rohns zunächst als erfolgreicher Materiallieferant für den Straßen- und Hausbau. Ergänzt wurde dies durch den Bau einer Ziegelei an der Herzberger Landstraße sowie eine Tierknochen verarbeitende Knochenmühle, in der auch ein Sägewerk zur Bearbeitung von Bauholz betrieben wurde.
Alles dies formte ein rasch expandierendes Bauunternehmen, das zu den größten Baufirmen Deutschlands seiner Zeit wurde. In Göttingen war er der größte Arbeitgeber. In der Zeit um 1830 beschäftigte Rohns bis zu 400 meist aus den umliegenden Dörfern stammende Arbeiter. Auch am Eisenbahnbau war Rohns beteiligt; so übernahm er die Ausführung für die Strecken Kassel-Karlshafen und Göttingen-Dransfeld (Dransfelder Rampe), wo sein Unternehmen Brücken, Unterführungen, Wasserdurchläufe und Wärterhäuser errichtete. Schon 1820 erweiterte er seine wirtschaftlichen Aktivitäten durch den Bau eines eigenen Badehauses vor dem Albanitor, eines der ersten Warmbäder Deutschlands, in dem medizinische und Reinigungsbäder verabfolgt wurden. Ab 1851 unternahm Rohns mit seinem Sohn aufwändige Bohrungen nach Salzquellen in Grone westlich von Göttingen, die erst 1853 in 462 m Tiefe gefunden wurden und 1854 zur Gründung der heute noch produzierenden Saline (seit 1863 Saline Luisenhall) führten.
Die von Rohns' Bauunternehmen errichteten klassizistischen Bauten prägten das Stadtbild Göttingens, wobei er von dem langjährigen Göttinger Bürgermeister Konrad Julius Hieronymus Tuckermann gefördert wurde. In Göttingen existieren ganze Straßenzüge, die von Rohns bebaut wurden. Darunter war der nach dem Abriss des Barfüsserklosters ab 1822 entstandene Neue Markt (heute Wilhelmsplatz) dessen Platzränder drei von Rohns' Bauunternehmen errichtete Bauten säumen: Justizkanzlei (1822–1824), Ball- und Konzerthaus (1822–1823, später Alte Mensa) sowie Aula der Universität (1835–1837). Als Bauunternehmer arbeitete Rohn vor allem nach Entwürfen der Architekten Justus Heinrich Müller, Otto Praël und Christian Adolf Vogell, daneben auch von Karl Otfried Müller. 

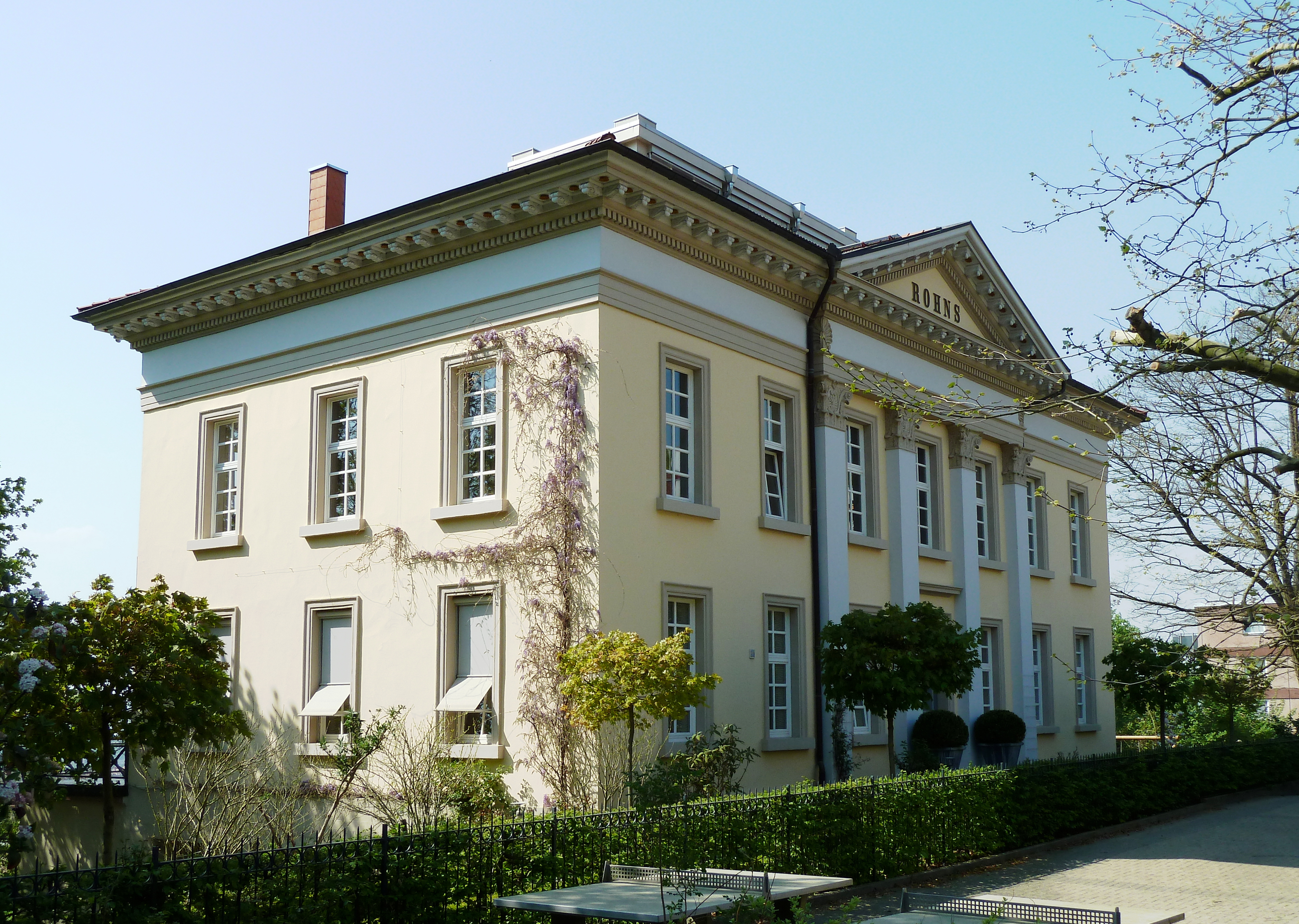
Ehemalige Gaststätte Rohns, Rohnsterrassen 16 (2011)

Besonders mit seinem Namen verbunden sind in Göttingen zwei Bauten. Zunächst das 1819–1820 in den östlichen Wallanlagen in der Nähe der Albanikirche entstandene sogenannte Rohnssche Badehaus, dessen originelle Gestalt auf einem zwölfeckigen Grundriss wohl auf den Archäologen Karl Otfried Müller zurückgeht. Rohns selbst wohnte auch in dem Badehaus, bzw. einem Anbau. Das zweite bedeutende Rohns-Gebäude entstand 1828–1830 als eines der beliebtesten Gartenlokale des 19. Jahrhunderts in Göttingen. Es war ein dann als Rohns bezeichnetes palastartiges Gasthaus auf einem vorspringende Plateau des Hainbergs hoch über dem heutigen Ostviertel – mit attraktivem Ausblick über die Stadt. Das Rohns wurde sein größter wirtschaftlicher Erfolg und von ihm bis 1847 als Volksgarten mit romantischen Grotten, Teichen, Brunnen und Pavillons sowie einer Natursteinmauer erweitert und ausgestaltet. Rohns' Aufforstungsmaßnahmen auf diesem Areal waren das Vorbild für die spätere Aufforstung des bis dahin verkarsteten Hainbergs in den Jahren von 1871 bis 1893 durch Göttingens Oberbürgermeister Georg Merkel. Nach Rohns' Tod musste das Gartenlokal Rohns im Zuge des Niedergangs des Unternehmens an die Göttinger Brauerei verkauft werden. 1968 wurde der Gebäudekomplex von der Volkswagen-Stiftung erworben und in Gästewohnungen für die Georg-August-Universität umgebaut.
Rohns und sein Steinmetzbetrieb schufen 1812–1843 ebenfalls zahlreiche Göttinger Grabmale, die signiert sind.
In dankbarer Erinnerung blieb den Göttingern auch Rohns' soziales Engagement, da er seine Arbeiter durch Weiterbeschäftigung vor der Winterarbeitslosigkeit schützte. So ließ er zur Vermeidung von Entlassungen 1844–1847 eine 8.000 Taler kostende Mauer um den Volksgarten seiner Gaststätte Rohns errichten.

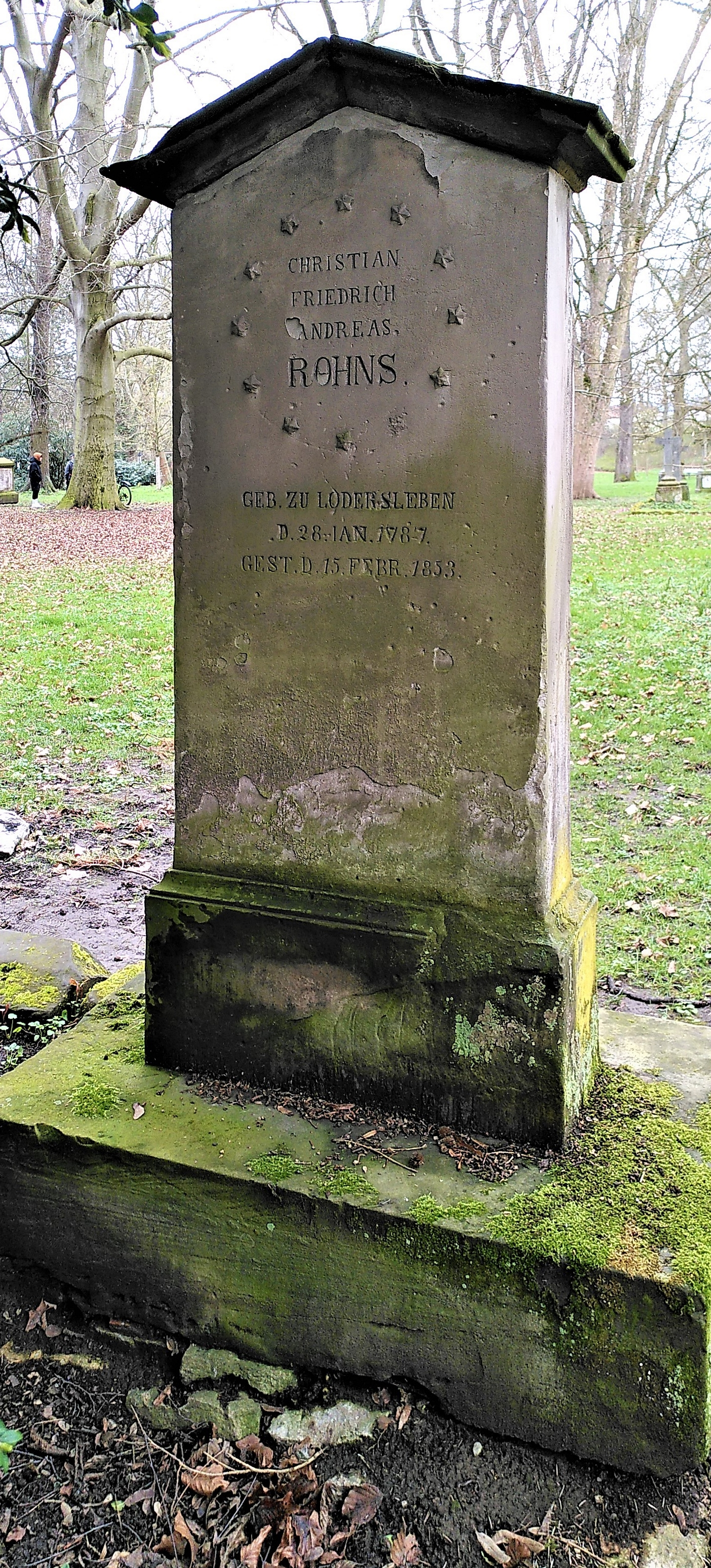
Rohns' Grabmal auf dem Albani-Friedhof (2023)

1847 trat Rohns' Sohn, der Maurermeister und Geologe Johann Philipp Rohns (1818–1860), als Teilhaber in die väterliche Firma ein. 1853 starb Christian Friedrich Andreas Rohns unerwartet. „Einer der größten Trauerzüge, den Göttingen je gesehen hat“, soll den Bauunternehmer zu seiner Grabstätte auf dem Albani-Friedhof begleitet haben. Sein Grabstein ist dort bis heute erhalten.
1861 ließen die enormen Kosten der Salzbohrungen in Grone die vom Sohn fortgeführte Firma bei einer Schuldensumme von über 58.000 Reichstalern in Konkurs  gehen, 1863 erfolgte die Zwangsversteigerung. 1865 übernahm der aus Teltow stammende Maurermeister Friedrich Krafft (1834–1897) das Geschäft.

## Privates
Christian Friedrich Andreas Rohns war seit 1814 verheiratet mit Charlotte Catharine Rauschenplat (* 25. Mai 1785, † 16. August 1838), Tochter des Universitäts-Uhrmachers Johann Friedrich Rauschenplat und der Ilse Catharine Germann. Das Grabmal von Charlotte Catharine Rauschenplat befindet sich auf dem Albani-Friedhof neben dem jüngeren Grabmal des Ehemanns. Das Paar hatte vier Kinder.

## Ehrungen
- 1842: Verleihung des Ehrentitels Königlicher Baukommissar[4][7]
- 1864: Benennung des Rohnswegs im Göttinger Ostviertel[21]
- 1895 (1876?[22]): Errichtung des sogenannten Rohns-Obelisk, als Stiftung der Stadt Göttingen,[23][24] am Rande des Albani-Friedhofs und in Sichtweite des Rohnsschen Badehauses
- 1970: Benennung der Rohnsterrassen am Ort seiner ehemaligen Gaststätte[21], mit Bus-Endhaltestelle Rohns
- Anbringung einer Göttinger Gedenktafel am Rohns, Herzberger Landstraße 113[25]